# Délire
Pour les articles homonymes, voir Délire (homonymie).
 (mars 2020).
 Mise en garde médicale
Un délire (du latin delirium « délire, transport au cerveau ») ou idée délirante est, dans le domaine de la psychologie, une perturbation globale, parfois aiguë et réversible, parfois chronique, du fonctionnement de la pensée. En tant que pathologie, il se distingue d'une croyance fondée sur une information fausse ou incomplète, dogme, faible mémoire, illusion ou autres effets de perception.
Les délires surviennent habituellement dans le contexte d'une maladie mentale ou neurologique, bien qu'ils ne soient liés à aucune maladie particulière et qu'ils puissent apparaître dans le contexte de certains états pathologiques (aussi bien physiques que mentaux). Cependant, ils sont d'une importance déterminante dans le diagnostic des troubles psychotiques incluant schizophrénie, paraphrénie, épisodes maniaques du trouble bipolaire et la dépression psychotique.

## Définition
La définition classique de délire est donnée en 1814 par Jean-Étienne Esquirol : « Un homme est en délire, lorsque ses sensations ne sont point en rapport avec les objets extérieurs, lorsque ses idées ne sont point en rapport avec ses sensations, lorsque ses jugements et ses déterminations ne sont point en rapport avec ses idées, lorsque ses idées, ses jugements, ses déterminations sont indépendants de sa volonté ».
Le psychiatre et philosophe Karl Jaspers a défini trois principaux critères de délires, dans son ouvrage de 1913 intitulé Allgemeine Psychopathologie (Psychopathologie générale).
Ces critères sont :
- le fait d'être sûr de cette croyance tenue avec une conviction absolue ;
- le fait que la croyance ne puisse pas être changée par des contre arguments convaincants ou par la preuve du contraire ;
- la fausseté ou l'impossibilité de la croyance.

Le diagnostic est donc délicat à établir du fait que chacun de ces critères peut être plus ou moins ambigu, il est bien sûr important de considérer d'autres critères avant d'établir une maladie mentale dans le but de soigner uniquement les gens souffrant.
Il existe d'autres définitions du délire, qui sont elles aussi sujettes à ambiguïté.
L'étymologie du terme provient du latin delirium « délire, transport au cerveau ». Celle-ci peut induire en erreur, car le même terme delirium est également utilisé en français pour désigner le syndrome confusionnel, qui a une signification différente.

## Signe et symptômes
Par convention, le délire est dit « chronique » s'il évolue plus de 6 mois ; il est dit « aigu » sinon. Le discours délirant peut être analysé selon cinq axes : mécanisme, thème, degré d'adhésion, l’organisation et son degré de systématisation, extension. C'est-à-dire que chaque délire est caractérisé par un ou plusieurs mécanismes, un ou plusieurs thèmes, etc. La caractérisation du syndrome délirant sur ces cinq axes permet de repérer différents types de pathologies psychotiques, dites « psychoses ». Le délire du schizophrène est dit « délire paranoïde », le délire du paranoïaque est dit « délire paranoïaque », ils se différencient par leur structure du délire de la psychose hallucinatoire chronique et de la paraphrénie[réf. nécessaire].

### Mécanismes
Il peut y avoir un ou plusieurs mécanismes suivant lequel la croyance s'installe : hallucination, le sujet voit, entend, sent ou touche des choses qui n'existent pas autrement que dans leur esprit ; illusion ; interprétation, un élément de la vie du sujet est interprétée de manière peu habituelle et va être la ou une des source(s) de la croyance ; intuition ; et imagination[réf. nécessaire].

### Degré de systématisation
Le délire est dit systématisé si la croyance paraît cohérente même si celle-ci ne s'établirait que dans l'esprit de peu de personnes. Par exemple, lors de délire paranoïaque (délire qui est systématisé), le patient explique être persécuté, il donne des raisons possibles de cette persécution, et parfois même l'interlocuteur adhère au discours. Le délire est dit non systématisé si la croyance parait aux oreilles du clinicien ou de l'entourage comme incohérente. Par exemple lors d'un délire paranoïde, s'il s'agit d'un délire basé sur la persécution, le sujet ne trouvera que difficilement une réponse à la question : « pourquoi cette personne vous voudrait du mal ? », et la réponse serait certainement peu plausible[réf. nécessaire].

### Degré d'adhésion
Plus le degré d'adhésion est important, plus le sujet sera persuadé de la croyance en question. 
On distingue alors l'adhésion inébranlable (adhésion qu'aucune critique ne peut faire vaciller) de l'adhésion partielle (adhésion pouvant être critiquée par le sujet lui-même).

### Types
- Type lent : une reprogrammation progressive de l'interne sur l'externe se fait petit à petit sur une longue période (environ 3 mois), les mêmes préoccupations ancrées à l'intérieur du psychisme étant utilisées pour passer du mode réel au mode plus ou moins délirant jusqu'à nécessiter un isolement total pour que l'agitation redescende.

- Type moyen : en 1 mois, sans se rendre compte qu'on a progressivement quitté la réalité, on se retrouve perdu dans son esprit prisonnier d'un système propre à chaque délirant.

- Type rapide : à la suite d'un stress psychique important, il est possible de quitter la réalité en une semaine pour se retrouver dans une autre dimension[réf. nécessaire].

### Thèmes
Certains délires possèdent des thèmes particuliers et peu répandus tandis que d'autres possèdent des thèmes répandus.
- Délire de revendication : le délire repose sur la conviction d’un préjudice subi. Le patient est en règle générale actif, il se livre à de nombreuses démarches administratives et souvent judiciaires. Plusieurs figures types ont été étudiées : l’inventeur méconnu qui revendique l’antériorité de ses découvertes, le délire de filiation où le patient veut prouver son ascendance illustre, le quérulent processif qui intente procès sur procès pour faire reconnaître son bon droit supposé.
- Délire mystique : illusions ou hallucinations mystiques liées à la religion, mysticisme, ésotérisme, complotisme, occultisme, spiritualité et réincarnation.
- Délire nihiliste : délire dans lequel un individu croit qu'il n'existe pas ou qu'il est décédé[7].
- Délire de référence : l'individu croit à tort que tout ce qui l'entoure ou ce qui se passe possède une signification personnelle.
- Érotomanie : caractérisé par la conviction délirante d’être aimé. En général, le patient pense être aimé d’un personnage jouissant d’un certain prestige avec lequel il n’a que des relations lointaines. Il est question de délire passionnel qui s’observe en général chez un patient paranoïaque. Le délirant passe par trois phases : d’espoir, de déception puis de rancune quand il s’aperçoit qu’il n’est pas aimé, dernière phase où le passage à l’acte meurtrier est vraisemblable.
- Hypocondrie : préoccupations corporelles, hors de toute réalité, centrées sur la maladie, la transformation corporelle, centrées souvent sur les modifications d’un organe particulier.
- Jalousie : le délirant jaloux a la conviction erronée que l’être qu’il aime lui en préfère un ou une autre. Il fonde cette conviction sur les plus petits indices. Toute son action va alors être guidée par la recherche de la preuve absolue de sa conviction délirante grâce à des investigations inquisitoriales multiples. Cette attitude insupportable va provoquer la rupture ce qui, aux yeux du délirant, apporte la justification de ses soupçons.

#### Délire mégalomaniaque
Le délire mégalomaniaque est différent de la mégalomanie, dans laquelle les patients n'ont aucune connexion avec la réalité. L'individu est convaincu de posséder des pouvoirs ou des talents spéciaux. Il peut parfois se prendre pour un individu historique ou célèbre.
Les délires mégalomaniaques, ou délires de grandeur, sont un sous-type de trouble délirant mais peuvent ressembler à des symptômes de schizophrénie et d'épisodes maniaques du trouble bipolaire. Les délires mégalomaniaques sont caractérisés par une croyance du patient en sa célébrité, son caractère « intouchable » ou sa puissance. Ces délires sont généralement de l'ordre du fantastique, montrant souvent des aspects surnaturels ou religieux.

#### Délire de persécution
Les délires de persécution sont le type de délire le plus répandu dans laquelle le patient se sent suivi, humilié, embarrassé, empoisonné ou drogué, espionné ou attaqué. L'individu croit – à tort – qu'il est persécuté. Deux éléments centraux sont définis : l'individu pense que quelqu'un lui porte ou lui a porté préjudice ; il pense que son persécuteur va lui porter préjudice.
D'après le DSM-IV-TR, les délires de persécution sont la forme la plus commune de schizophrénie dans lequel l'individu se sent « tourmenté, suivi, piégé, espionné ou ridiculisé ». Dans le DSM-IV-TR, les délires de persécution sont les principaux types de trouble délirant. Lorsqu'il s'agit de réparer une injustice par un recours en justice, il est question de « paranoïa quérulente ».
Logique du délire
La psychiatrie classique a mis en évidence une structure évolutive du délire chronique répondant à une tripartition périodique : de la perplexité initiale à la suture mégalomaniaque en passant par un temps intermédiaire d'élaboration inquiète. Une approche psychanalytique fondée sur la jouissance du sujet incite plutôt à dégager quatre positions. Elles chevauchent les descriptions des anciens manuels de référence sans jamais concorder rigoureusement avec elles. 
Au premier temps, le psychosé constate que l'ordre du monde est troublé. Une faille centrale s'ouvre, générant angoisse et perplexité. C'est ce que Freud cherche à saisir par le truchement d'une rupture primordiale entre le moi et la réalité.
Au second temps, le paranoïde mobilise de nombreuses constructions inconsistantes dans le but de remédier à la faille symbolique initiale. « Dans les délires, écrit Freud, la folie est employée comme une pièce qu'on colle là où initialement s'était produite une faille dans la relation du moi au monde extérieur ».
Il s'en faut de beaucoup que tous les psychosés atteignent le troisième temps, la position paranoïaque, période lors de laquelle le délire se suture, s'organise en une armature figée, tandis que le sujet acquiert des certitudes inébranlables, au nom desquelles il s'emploie à dénoncer les faux principes, payant parfois même de sa personne pour tenter de faire appliquer les siens. C'est en cette période que la remarque de Lasègue selon laquelle les « fous se constituent volontiers en avocat de leur délire » trouve toute sa pertinence.
L'affrontement cesse pour les rares psychosés qui parviennent au terme de « l'échelle des délires » (Lacan). L'atténuation du délire de persécution s'accompagne en règle générale d'un développement des idées de grandeur. « Il s'agit là pour nous, écrivent Magnan et Sérieux, en 1911, d'une transformation capitale de la psychose. Le délire de persécution finit, en effet, par s'atténuer ». La mégalomanie connaît alors ses réussites les plus hautes. Le sujet devient lui-même Dieu ou en état de transmettre sa parole. Cependant, ce que le paraphrène gagne en apaisement, il le perd en crédibilité auprès de ses interlocuteurs: les thèmes « fantastiques » sont une caractéristique de délire paraphrénique. « Le délirant, affirme Lacan en 1956, à mesure qu'il monte l'échelle des délires, est de plus en plus sûr de choses posées comme de plus en plus irréelles ».
Les quatre étapes ainsi dégagées peuvent s'imbriquer, elles constituent des organisations instables, Maleval indique qu'elles sont principalement à retenir pour le schéma de logique évolutive qu'elles permettent de dégager.

## Diagnostic
Des études concernant des patients en psychiatrie montrent que les délires varient en intensité et en conviction selon les périodes, ce qui suggère que la certitude et le comportement adopté ne sont pas des éléments suffisants pour diagnostiquer un délire. Les délires ne sont pas obligatoirement faux ou montrant des « interférences incorrectes concernant la réalité extérieure ». Certaines croyances religieuses ou spirituelles, de par leur nature, ne peuvent être considérées comme incorrectes ou fausses, peu importe si l'individu est diagnostiqué comme délirant ou non. Dans d'autres situations, le délire peut devenir véridique.
Dans d'autres cas, le délire peut être considéré comme tel par un médecin ou un psychiatre, car la croyance qui le sous-tend « semble » excessive, bizarre ou erronée. Les psychiatres ne disposent pas toujours du temps ou des ressources nécessaires pour vérifier la validité de ce que croit ou dit l'individu; le diagnostic peut parfois, de ce fait, être inexact. Il est important de distinguer les véritables délires d'autres symptômes tels que l'anxiété, la peur ou la paranoïa. Pour diagnostiquer les délires, un examen psychologique est nécessaire. Ce test expose des résultats concernant l'apparence, l'humeur, le comportement, l'évidence des hallucinations ou croyances anormales, les pensées, les endroits et les personnes concernées, attention et la concentration et également la mémoire à court terme.

## Causes
Définir les pensées délirantes d'un patient et leurs causes nécessitent de consulter au moins un psychiatre. 
Ces causes peuvent être génétique, biologiques, iatrogènes (médicaments psychoactifs), induit par la consommation d'alcool ou de drogues, ou liées à un contexte source de dysfonctionnement cognitif (par exemple un stress vécu comme intense ou un état de choc peuvent causer des délires, y compris lié au statut socio-économique d'un individu (faibles revenus ou complexe d'infériorité liés à ceux-ci). Une forme de délire est dite délire de défense ou « de motivation », elle affecterait des individus à faible audition ou vision basse. 
Orrin Devinsky, docteur en médecine du NYU Langone Medical Center, observe des lésions au lobe frontal et dans l'hémisphère droit du cerveau de certains patients souffrant de délires ou atteint de troubles mentaux. Selon lui, ces déficits cognitifs sont causés par ces lésions à l'hémisphère droit, cause d'une compensation faite sur la lésion par l'hémisphère gauche du cerveau, ce qui cause les délires[pas clair].
De fortes fièvres et diverses maladies virales ou bactériennes peuvent induire des délires. Ils peuvent être la conséquence éventuelles d'une encéphalopathie (et alors éventuellement accompagnés de convulsions ou des signes extrapyramidaux). Ils peuvent aussi être causés par l'inflammation du cerveau et/ou à l'apparition d'hémorragies et/ou de caillots privant certaines partie du cerveau d'oxygène (AVC/IVC) ; ainsi exemple une confusion mentale survient chez environ 80 % des patients Covid-19 admis en soins intensifs, peut être à cause d'une réaction inflammatoire systémique induite par le SARS-CoV-2 (comme pour la tempête de cytokine) ; les femmes y semblent nettement plus à risque selon une étude et les hommes selon une autre (peut être car la COVID-19 affecte principalement les hommes,, ; Chez les patients touchés, l'état délirant est maximal durant 4 à 17 jours, une dizaine en moyenne ; il se caractérise par un délire combinant des troubles aigus de l'attention, de la conscience et de la cognition. S'y ajoute fréquemment une agitation, en dépit de traitements sédatifs et de neuroleptiques, avec des signes corticospinaux. 
Des troubles cognitifs (délire, dépression) persistent parfois après sortie de l'hôpital,. La Covid-19 est plus sévère et sa guérison plus longue chez les patients atteints de délires. L'incidence du délire induit par la COVID-19 est probablement très sous-estimée car beaucoup de malades ont été intubés avant l'admission en réanimation et en étant déjà sous bloquants neuromusculaires ; chez eux un délire n'est au mieux repéré qu'au moment du sevrage de sédation quand ils se remettent de la période d'insuffisance respiratoire.

## Traitements
Pour approcher la personne délirante et l'amener à accepter une issue thérapeutique il est fondamental de la rassurer et de soulager ou réduire sa souffrance morale. Pour ce faire il faut établir un rapport d'empathie avec la personne délirante et lui faire savoir que l'on[Qui ?] reconnaît sa douleur et sa peur. Il s'agit d'un processus d'une extrême délicatesse qui doit au plus vite déboucher sur une prise en charge spécialisée[réf. nécessaire].

## Culture et société
Certaines pensées et comportements sont répandues dans certaines cultures. Par exemple, croire en l'existence des phénomènes de possession par un djinn au Maghreb, ou bien de la sorcellerie-anthropophagique en Afrique de l'Ouest, ou encore à l'apparition des morts en Asie du sud-Est, ne constituent pas des croyances qui puissent être comprises localement comme des symptômes de maladie mentale. Si ces personnes sont examinées par des psychiatres occidentaux, elles sont susceptibles de recevoir des diagnostics erronés de psychose, du fait du biais culturel existant entre le patient et le clinicien. Les auteurs américains comme Arthur Kleinman, ont nommé ce phénomène misdiagnosis et category fallacy. En France, les travaux des champs de l'ethnopsychanalyse puis de l'ethnopsychiatrie ont évoqué ces questions.